# TSC Aréna
A TSC Aréna a Topolyai SC mérkőzéseinek otthont adó sportlétesítmény, labdarúgóstadion. 
Az építkezés a volt városi stadion helyén, 2018 februárjában kezdődött és 2021 nyarán fejeződött be. A nyitómérkőzésen 4500 néző volt kíváncsi a Ferencváros elleni avatóra.

## Megközelítése
A létesítmény a Topolyán átvezető 100-as és a 105-ös főút kereszteződésében található.